# Stygocyathura sbordonii
Stygocyathura sbordonii är en kräftdjursart som först beskrevs av Roberto Argano 1971.  Stygocyathura sbordonii ingår i släktet Stygocyathura och familjen Anthuridae. Inga underarter finns listade i Catalogue of Life.